# Maison-musée Schmidt
La maison-musée Schmidt  est une branche du musée d'histoire locale de Berdiansk en Ukraine, inaugurée le 21 novembre 1980. Le musée se trouve 8 rue Schmidt. Il est consacré à l'histoire du lieutenant Schmidt et de sa famille.

## Histoire et description
Le mérite de la création du musée revient à la professeure de mathématiques de l'école secondaire n° 2 Lioudmila Petrovna Filatova qui, avec des écoliers de l'unité Schmidtovets qu'elle dirigeait, s'est engagée dans la recherche sur l'histoire locale pendant plus de dix ans. Elle a recueilli des objets et autres matériels pour le musée, puis passa beaucoup de temps afin d'obtenir du comité exécutif la réinstallation de seize familles qui vivaient à l'époque dans le bâtiment du futur musée. 

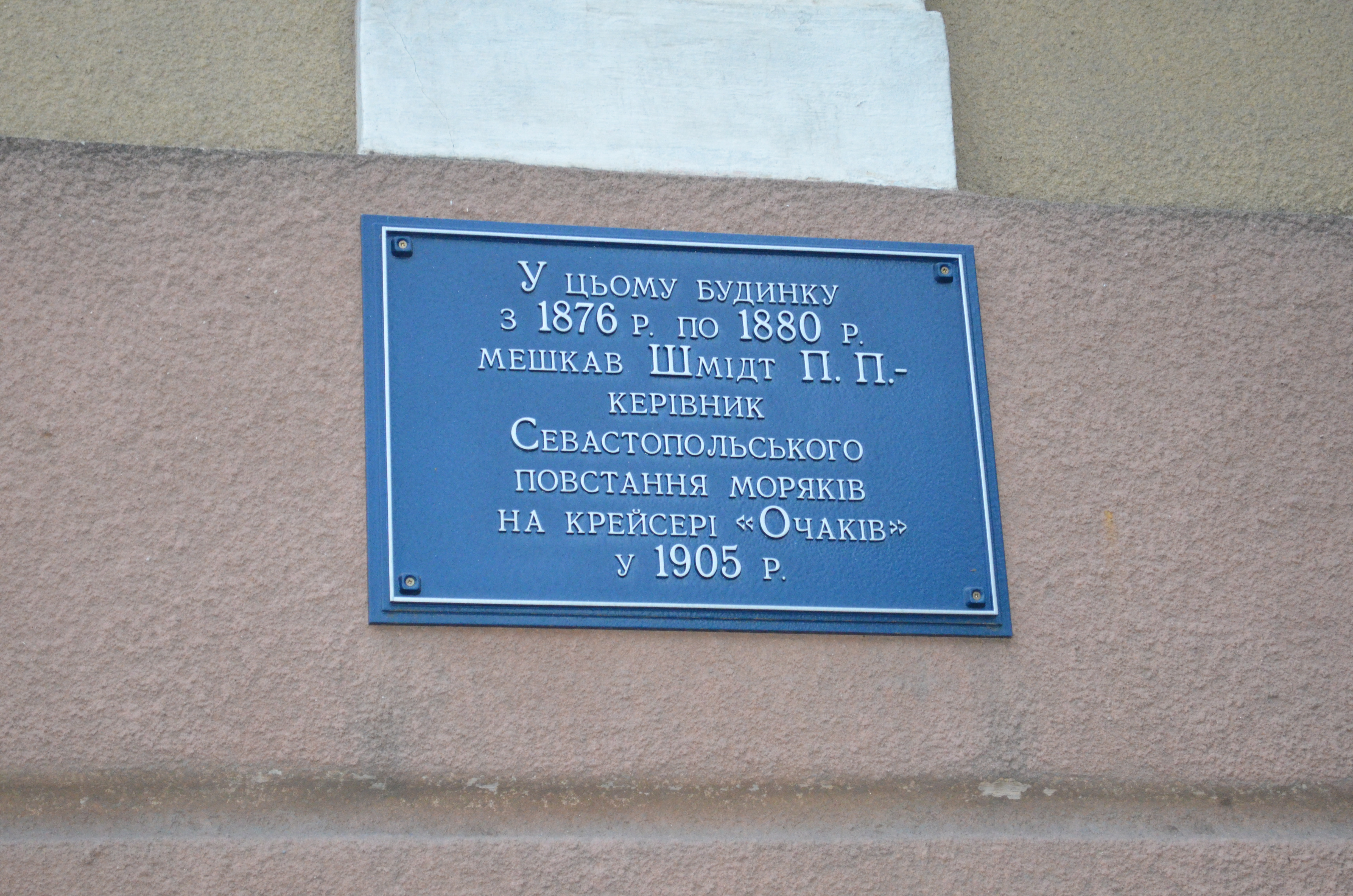
Plaque mémorielle à P. Schmidt classée.

De 1876 à 1886, cet édifice était la demeure de la famille du maire de la ville et du port de Berdiansk, Piotr Schmidt. Les années d'enfance de son fils (également prénommé Piotr), le futur lieutenant Piotr Schmidt, qui a étudié au lycée de garçons de Berdiansk, se sont déroulées ici.
Au rez-de-chaussée du musée, l'exposition est consacrée à la famille Schmidt à Berdiansk et à la vie et aux activités du lieutenant Schmidt. Au premier étage, il y a des salles commémoratives dans lesquelles la vie de cette époque est reproduite.
Le musée accueille des programmes historiques et culturels: « P. Schmidt artiste, musicien, orateur », « Traditions familiales des Schmidt » et autres.
En 2000, la cour du musée accueille l'exposition « le ciel tout simplement ».